# Simon von Winterstein
Simon von Winterstein (16. prosince 1819 Praha – 11. června 1883 Bad Vöslau) byl rakouský podnikatel a politik českého původu v Dolních Rakousích, ve 2. polovině 19. století poslanec Říšské rady a doživotní člen panské sněmovny.

## Biografie
Narodil se v Praze v židovské rodině zlatníka Leopolda Wintersteina (* 1789 Ledeč nad Sázavou) a jeho manželky Sáry (* 1788) jako jejich druhý syn.  Vystudoval gymnázium a pak nastoupil na praxi do pražské obchodní firmy.
Od 40. let 19. století působil ve Vídni, kde se postupně vypracoval na majitele významné spediční firmy. Byl zvolen do vídeňské obchodní a živnostenské komory. V roce 1862 svou firmu prodal, aby se mohl více soustředit na politickou činnost.
20. března 1861 a opět v únoru 1867 byl zvolen na Dolnorakouský zemský sněm za kurii obchodních a živnostenských komor. Zemský sněm ho roku 1861 a opět roku 1867 zvolil i do Říšské rady. Na mandát v Poslanecké sněmovně rezignoval v lednu 1869 poté, co byl povolán do Panské sněmovny (jmenovaná horní komora Říšské rady). V zákonodárných sborech se zaměřoval na národohospodářské otázky. Patřil k centralistické a provídeňské Ústavní straně.
Zasedal ve vedení Severní dráhy císaře Ferdinanda, Anglo-rakouské banky a Creditanstalt. 27. ledna 1866 se stal prezidentem vídeňské obchodní a živnostenské komory. 19. března 1867 mu byl udělen Císařský rakouský řád Leopoldův. Byl povýšen do stavu svobodných pánů s právem užívat titul "von".
Zemřel v červnu 1883 během pobytu v Bad Vöslau na otok plic. Byl pohřben na vídeňském ústředním hřbitově.Rodokmen a úmrtní oznámení na Geni.com